# Lista de condes de Foix

Escudo de armas dos condes de Foix

O condado de Foix compreendia o território ao redor da vila homônima, surgida no século IX. Durante o período romano fez parte da chamada Civitas Conseranorum, que depois daria nome ao condado de Conserans. Lista-se abaixo o nome de nobres que governaram este condado.

## Lista de condes
| 1012    | 1035/38 | Bernardo I Rogério, filho de Rogério I de Carcassona e de Adelaide de Ruergue, filha de Raimundo II de Ruergue e de Berta de Arles.                 |
| 1035/38 | 1064    | Rogério I (II de Cominges), primeiro conde de Foix.                                                                                                 |
| 1064    | 1071    | Pedro I. |
| 1071    | 1124    | Rogério II. |
| 1124    | 1148    | Rogério III. |
| 1148    | 1188    | Rogério Bernardo I o Gordo. |
| 1188    | 1222    | Raimundo Rogério I. |
| 1222    | 1241    | Rogério Bernardo II o Grande. |
| 1241    | 1265    | Rogério IV. |
| 1265    | 1302    | Rogério Bernardo III de Foix. |
| 1302    | 1315    | Gastão I. |
| 1315    | 1343    | Gastão II de Foix-Béarn, cognominado Gastão II, o Paladino.                                                                                         |
| 1343    | 1391    | Gastão III Febus, filho de Gastão II de Foix-Béarn, cognominado Gastão II, o Paladino e de Leonor de Cominges.                                      |
| 1391    | 1398    | Mateus I de Foix-Castelbo, Primo de Gastão III, visconde de Castelbo, usurpou o condado que havia sido deixado de herança ao rei francês Carlos VI. |
| 1398    | 1428    | Isabel de Castelbo. |
| 1398    | 1413    | Arquibaldo I de Grailly (consorte). |
| 1426    | 1436    | João I de Foix. |
| 1436    | 1472    | Gastão IV de Foix. |
| 1472    | 1483    | Francisco I de Foix (Febus) (rei de Navarra). |
| 1483    | 1517    | Catarina de Foix Rainha de Navarra. |
| 1517    | 1555    | Henrique I de Foix (rei de Navarra). |
| 1555    | 1572    | Joana de Foix (rainha de Navarra) |
| 1555    | 1562    | Antônio de Bourbon (consorte, rei de Navarra) |
| 1527    | 1607    | Henrique II de Foix (rei de Navarra e da França).                                                                                                   |

Em 1607, ao ascender Henrique III de Navarra e II de Foix ao trono da França (Henrique IV) incorporou seus domínios, entre eles Foix, às possessões da coroa francesa.